# Tambovka, Melitopol

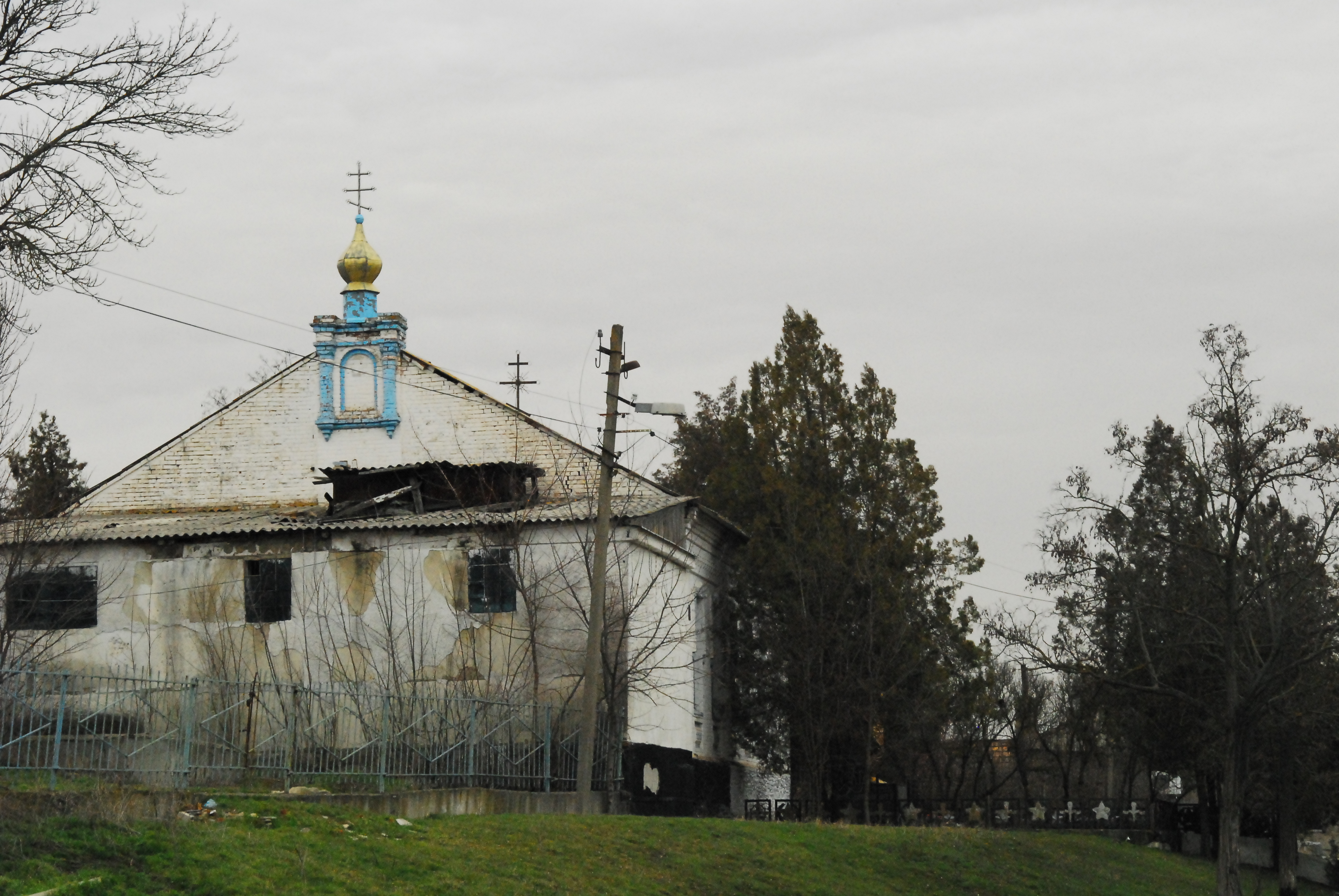

Tambovka (în ucraineană Тамбовка) este un sat în comuna Semenivka din raionul Melitopol, regiunea Zaporijjea, Ucraina.

## Demografie
Componența lingvistică a localității Tambovka
     Rusă (82,07%)
     Ucraineană (16,3%)
     Alte limbi (0,81%)
Conform recensământului din 2001, majoritatea populației localității Tambovka era vorbitoare de rusă (82,07%), existând în minoritate și vorbitori de ucraineană (16,3%).